# Nena (album)
| Recensione | Giudizio |
| ---------- | -------- |
| AllMusic   | [ 3 ]    |

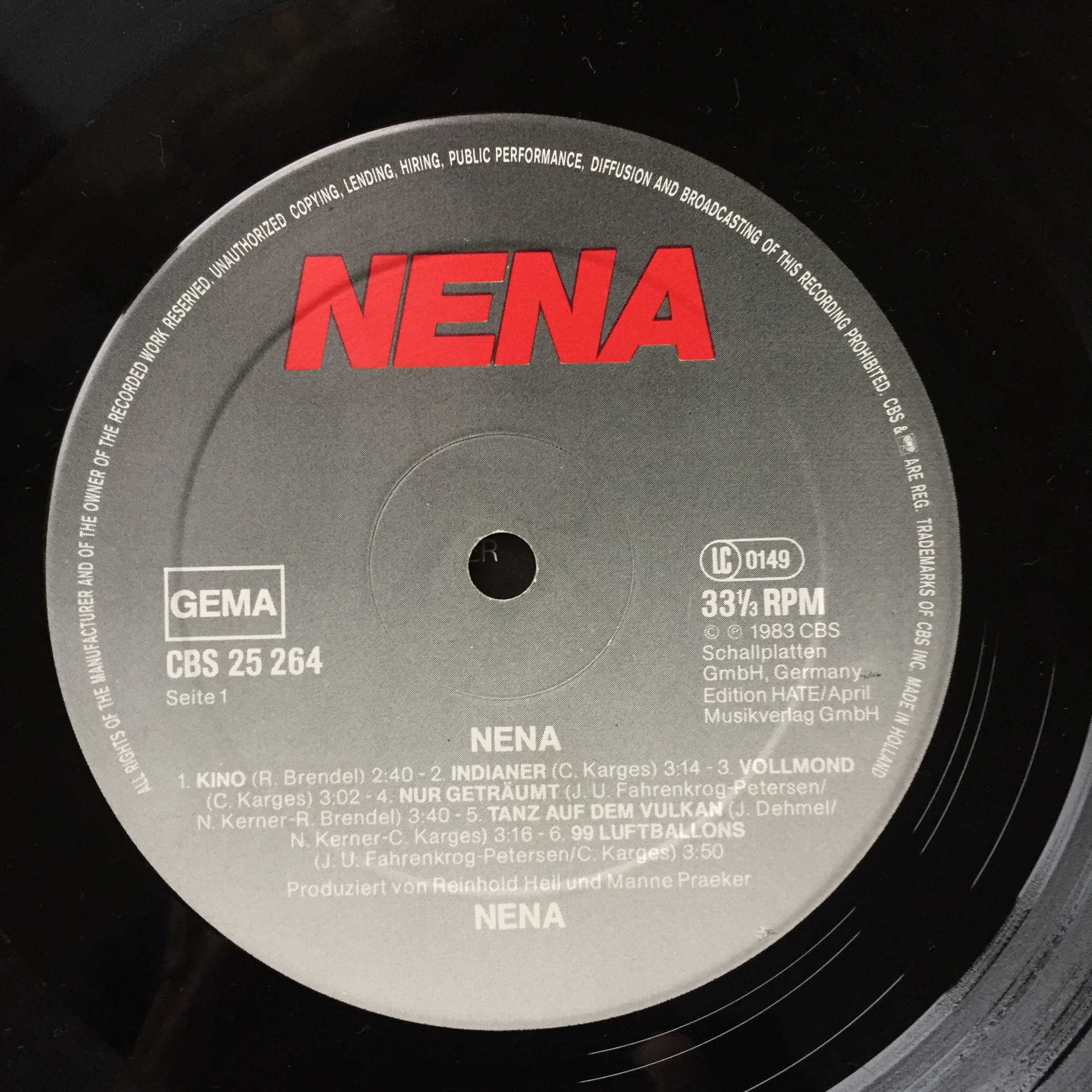

Nena è il primo ed eponimo album in studio del gruppo musicale tedesco Nena, pubblicato nel gennaio del 1983

## Tracce

### LP
Lato A
1. Kino – 2:40 (Rolf Brendel)
2. Indianer – 3:14 (Carlo Karges)
3. Vollmond – 3:02 (Carlo Karges)
4. Nur geträumt – 3:40 (Nena Kerner, Rolf Brendel, J.U. Fahrenkrog-Petersen)
5. Tanz auf dem Vulkan – 3:16 (Carlo Karges, Nena Kerner, Jürgen Dehmel)
6. 99 Luftballons – 3:50 (Carlo Karges, J.U. Fahrenkrog-Petersen)

Lato B
1. Zaubertrick – 4:14 (J.U. Fahrenkrog-Petersen, Rolf Brendel)
2. Einmal ist keinmal – 2:44 (Manfred Praeker)
3. Leuchtturm – 3:14 (Nena Kerner, J.U. Fahrenkrog-Petersen)
4. Ich bleib' im Bett – 2:41 (Carlo Karges)
5. Noch einmal – 3:55 (Carlo Karges)
6. Satelliten-Stadt – 4:28 (Carlo Karges, Jürgen Dehmel)

## Formazione
- Nena Kerner - voce solista
- Jörn-Uwe Fahrenkrog-Petersen - tastiere
- Carlo Karges - chitarra
- Jürgen Dehmel - basso
- Rolf Brendel - batteria

Note aggiuntive
- Reinhold Heil e Manne Praeker - produttori
- Registrazioni effettuate presso Spliff Studio di Berlino (Germania)
- Imre Sereg - ingegnere delle registrazioni
- Mixaggio effettuato presso Audio Tonstudio di Berlino (Germania)
- Udo Arndt - ingegnere del mixaggio
- Jim Rakete - copertina album[5]

## Classifica
Album
| Anno | Classifica                 | Posizione raggiunta |
| ---- | -------------------------- | ------------------- |
| 1983 | Offizielle Deutsche Charts | 1                   |

Singoli
| Anno | Titolo del brano | Classifica                 | Posizione raggiunta |
| ---- | ---------------- | -------------------------- | ------------------- |
| 1982 | Nur geträumt     | Offizielle Deutsche Charts | 2                   |
| 1983 | 99 Luftballons   | Offizielle Deutsche Charts | 1                   |
| 1983 | Leuchtturm       | Offizielle Deutsche Charts | 2                   |